# Archives départementales de Meurthe-et-Moselle
Les archives départementales de Meurthe-et-Moselle, abritées au Centre des mémoires Michel-Dinet (auparavant situées dans l'hôtel de la Monnaie à Nancy), sont exceptionnellement riches. En effet, elles réunissent notamment la majeure partie des archives des ducs de Lorraine (notamment le Trésor des Chartes de Lorraine), dont Nancy était la capitale, à l'exception d'une partie des fonds transportés à Vienne par François III de Lorraine, et de certains fonds ducaux conservés aux Archives nationales à Paris.

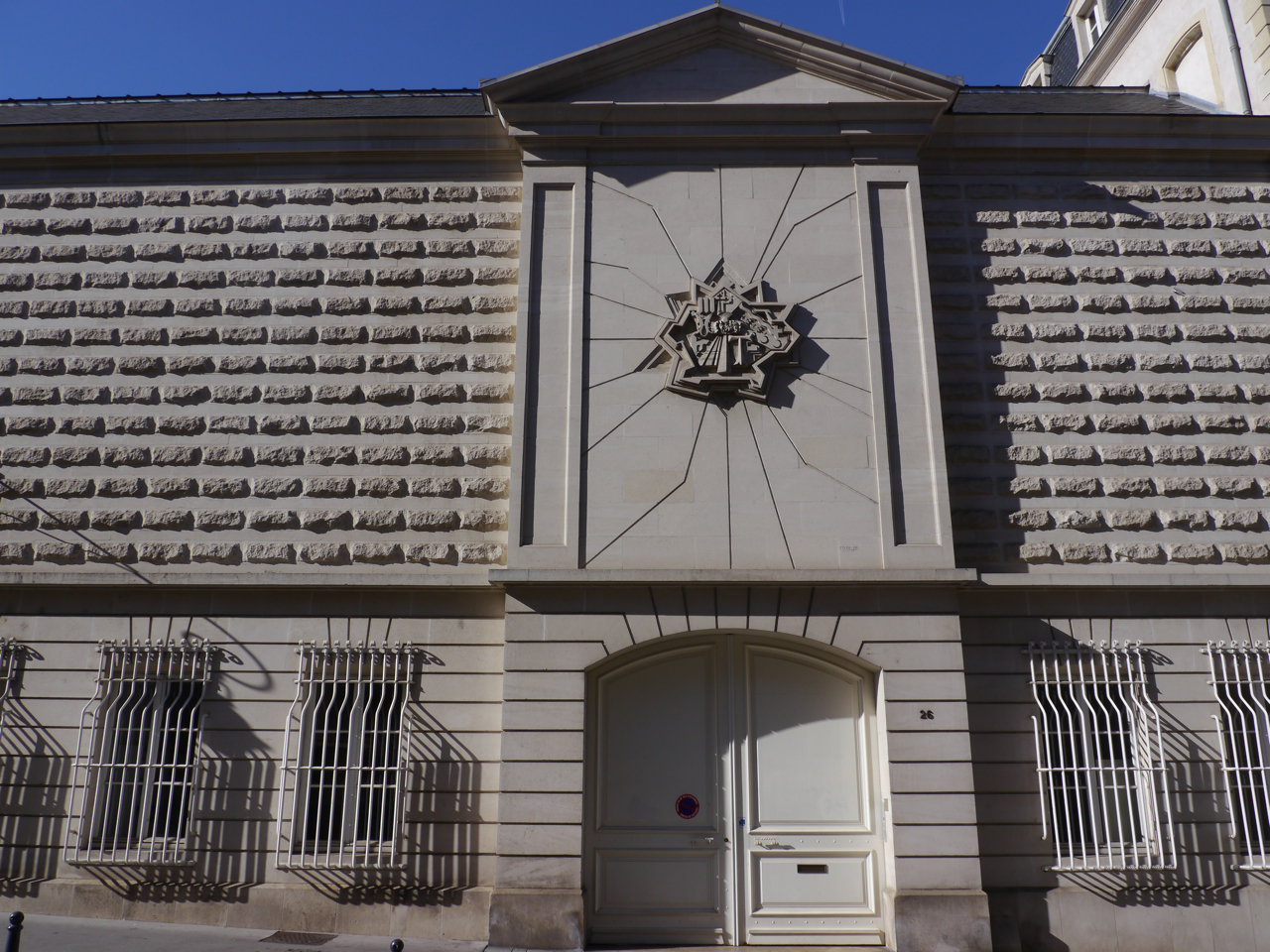
Façade de l'ancien site des archives départementales, rue Gustave-Simon.

## Restitution des archives du duché de Lorraine
Une partie des archives emportées par François III de Lorraine à Vienne a été restituée en 1923 par l'Autriche aux archives départementales de Meurthe-et-Moselle. Le reste a été « rendu » en 2003-2004 sous forme de microfilms.
D'autres archives ducales lorraines attendent encore leur retour à Nancy :

### Archives lorraines à la Bibliothèque nationale de France
La Lorraine ayant été acquise à la France et cédée en viager au roi Stanislas par le traité de Vienne (1737), le dernier duc François III quitta la Lorraine en emportant dans ses bagages une grande quantité d’archives touchant à sa Maison, prélevées dans le Trésor des chartes laissé à Nancy. Ce Trésor avait été inventorié par le feudiste Dufourny. Ce qui en restait se trouvait, au milieu du plus grand désordre, dans la tour octogonale du palais ducal. Le cardinal de Fleury et le secrétaire d’État aux Affaires étrangères Amelot, désireux d’en connaître exactement le contenu envoyèrent à Nancy l’érudit Antoine Lancelot (mai 1737) pour rétablir l’ordre des archives et en dresser un nouvel inventaire, ce qui dura plus de trois ans. Le 1er août 1740, le Trésor, l’inventaire et les clefs de la tour furent remis au chancelier de la Galaizière, au procureur général de la Cour souveraine de Lorraine, à celui de la Chambre des comptes et au garde Maillard de Tresle. Lancelot regagna Paris, non sans y envoyer, avec l’assentiment du cardinal premier ministre, une importante quantité de parchemins et de papiers « inutiles » à la Lorraine pris dans le Trésor dont il jugea intéressant d’enrichir la bibliothèque du roi. C’est de ce détournement d’archives que les 720 volumes de la collection de Lorraine à la Bibliothèque nationale tirent leur origine.

### Archives lorraines aux Archives nationales
Les archives du Conseil d'État et de la Chancellerie de Lorraine, qui, après la mort de Stanislas en 1766, furent expédiées à Paris pour être versées dans le Greffe du Conseil du Roi et dans les collections de la Chancellerie de France, sont toujours demeurées depuis lors à Paris et ce sont les Archives nationales qui, dans les séries E, K, KK, P, et Q1, conservent aujourd'hui ce qui en subsiste. Très important pour l'histoire de la Lorraine, ce dernier fonds est cependant presque ignoré des chercheurs.

## Directeurs
- 1791-1813 : François Eloy
- 1813-1837 : Jean-Baptiste-Antoine Goussel
- 1837-1846 : Louis-Nicolas Pinat
- 1846-1887 : Henri Lepage
- 1888-1927 : Emile Duvernoy
- 1927-1941 : Pierre Marot
- 1943-1961 : Étienne Delcambre
- 1961-1962 : Michel Antoine
- 1963-1978 : Pierre Gérard
- 1978-2003 : Hubert Collin
- 2003-2024 : Hélène Say-Barbey
- Depuis 2025 : Xavier Laurent

## Pour approfondir